# Regiunea Amur
Regiunea Amur (în limba rusă: Аму́рская о́бласть) este un subiect federal al Rusiei – o regiune (oblast). Regiunea se întinde în regiunea străbătută de râurile Amur și Zeia. Se învecinează cu Republica Saha (nord), Ținutul Habarovsk (est), Republica Populară Chineză (sud) și Regiunea Cita (vest).
Ținutul Amur ori Priamurie (Transamuria) (în limba rusă: Аму́рский край, Приаму́рье) au fost numele neoficiale sub care au fost cunoscute teritoriile țariste din regiunea râului Amur, care corespund cu oarecare aproximație cu Regiunea Amur din zilele noastre. Priamuria a fost locuită, până la cucerirea teritoriului, de populația seminomadă manciu. Regiunea a fost ocupată de China, iar în 1858 a fost anexată de Rusia, în urma semnării Tratatului de la Aigun.
Centrul administrativ al regiunii, Blagoveșcensk, este cea mai veche așezare rusă din Orientul Îndepărtat Rus, fiind fondată în 1856. Orașul este un centru al mineritului (aur). Teritoriul regiunii este străbătut  de două căi ferate: „transsiberiana” și „Baikal – Amur”.
În zonă, primul val de coloniști ruși a sosit pe la mijlocul secolului al XVII-lea. Ei încercau să găsească un teritoriu cu o climă mai blândă față de cea aspră de la nord. Rușii au intrat rapid în conflict cu populațiile locale, care au apelat la ajutorul și protecția Manciuriei. După înfrângerea din Războiul opiumului, un nou val de coloniști ruși a sosit în regiune (în special țărani și cazaci). Ultimul mare val de coloniști a sosit în regiune în timpul construcției căii ferate transsiberiene.

## Geografia
Lanțul Munților Stanovoi formează granița dintre regiunea Amur și Iakutia, crestele lui muntoase întinzându-se în tot nordul regiunii. Zonele muntoase înalte sunt acoperite cu vegetație de tundră arctică și cu pâlcuri de pini siberieni pitici. În zonele de câmpie situate de-a lungul cursurilor râurilor se află păduri de pini și de mesteceni. Râul Zeia izvorăște din nord-estul Munților Stanovoi și se îndreaptă spre sud pentru a se vărsa în Amur în dreptul orașului Blagoveșcensk. Pe cursul mijlociu al râului a fost construit un baraj, creându-se lacul de acumulare Zeiski, cu o suprafață 2.500 km². Câmpiile joase ale râului Zeisk sunt acoperite de mlaștini și păduri de pini și zade. A doua câmpie a regiunii este întinsa câmpie a râului Amur, care acoperă 40% din suprafața subiectului federal.
De-a lungul frontierei răsăritene a regiunii se află un lanț de munți care separă Amurul de Ținutul Habarovsk. Cumpăna apelor râului Selemdja, acoperită cu păduri de brazi și molizi, se continuă până la orașul Blagoveșcensk, unde râul se varsă în Amur. La sud-est se află râurile Bureia și Arhare, ale căror câmpii sunt acoperite cu ultimele păduri virgine de pin coreean, stejar mongolic și alte plante  specifice manciuriene. Câmpia Amuro-Zeisko-Burenskaia este zona cu cea mai mare biodiversitate din regiunea Amurului. O parte a acestei câmpii este cultivată, dar există încă zone mari necultivate. Numeroase păsări cuibăresc aici.

### Ora locală
Regiunea Amur este localizată pe fusul orar al Iakutskului (YAKT/YAKST). Diferența față de UTC este de  +0900 (YAKT)/+1000 (YAKST).

## Guvernatori
- 1991 — Albert Krivchenko
- 1993 — Alexander Surat
- 1993 — Vladimir Polevanov
- 1994 — Vladimir Dyachenko
- 1996 — Iuriy Lyashko
- 1997 — Anatoli Belonogov
- 2001 — Leonid Korotkov
- 2007 — Nikolay Kolesov
- 2008 — Oleg Kozhemyako
- 2015 — Alexander Kozlov
- 2018 — Vasily Orlov

## Populația
Populația regiunii Amur a scăzut, în conformitate cu rezultatele recensămintelor oficiale, de la 1.057.781 în 1989, la 902.844 în 2002 și la 887.600 locuitori în 2005.
În 2002, în regiune locuiau 831.000 de ruși, adică 92% din populație. Alte grupuri etnice erau ucrainienii ( 31.475 locuitori, adică 3,5%), bielorușii (7.827 locuitori, adică 0.8%) și tătarii (4.889 locuitori, adică 0,5%). Restul locuitorilor s-au declarat ca membri ai peste 120 de etnii diferite. 1.447 de respondenți nu și-au declarat nicio naționalitate.
- Populația totală: 902.844
  - Urbană: 594.386 (65,8%)
  - Rurală:  308.458 (34,2%)
  - Bărbați: 435.483 (48,2%)
  - Femei:  467.361 (51,8)
- Femei/1000 de bărbați: 1073
- Vârsta medie: 33,5 ani
  - În mediul urban: 32,9 ani
  - În mediul rural: 34,9 ani
  - Bărbați: 31.3 ani
  - Femei: 36.1 ani
- Numărul de gospodării: 329.650 (cu  876.241 locuitori)
  - Urbane: 220.774 (cu 577.222 locuitori)
  - Rurale: 108.876 (cu 299.019 locuitori)

## Orașe cu populația de peste 20.000 loc. la recensământul din 2002
| Numele orașului | Numele rusesc | Locuitori recensământ 2002 |
| --------------- | ------------- | -------------------------- |
| Blagoveșcensk   | Благовещенск  | 219.221                    |
| Belogorsk       | Белогорск     | 67.422                     |
| Svobodnîi       | Свободный     | 63.889                     |
| Tînda           | Тында         | 40.094                     |
| Zeia            | Зея           | 27.795                     |
| Raicihinsk      | Райчихинск    | 34.585                     |
| Șimanovsk       | Шимановск     | 28.627                     |